# 亀岡市立育親学園
亀岡市立育親学園（かめおかしりつ いくしんがくえん）は、京都府亀岡市本梅町にある公立の義務教育学校。

## 概要
児童数の減少により2023年度をもって閉校した青野小学校・本梅小学校・畑野小学校・育親中学校の計4校を統合して2024年4月に開校した亀岡市の中で2校目の義務教育学校である。
校舎は、2025年に完成するまでは旧育親中学校を仮校舎として使用している。なお校舎の建設工事は2024年度から始まる予定で、完成後に旧育親中学校の各施設を解体する。
当校は"郷親創育"（ふるさとをいつくしむ 豊かな心と 未来を創造する力を 育む学園）を学園コンセプトに、従来の6-3制にとらわれずに4-3-2制を採用し、1年生から4年生の間は学びの基礎をつくる期間、5年生から7年生は学びを広げる期間、8年生と9年生は学びを深める期間という学習方法を取り入れている。
校歌は開校前の2023年に作成された。作詞および作曲は、宮前町在住の作曲家・ACOON HIBINOが手掛けた。歌は3部で構成され、当校のコンセプトや亀岡市の教育の基本理念である「平和」「人権の尊重」を重んじ、未来を担う児童生徒の成長を願う思いが込められている。

## 沿革
- 2020年12月 - 市議会にて育親中学校区の学校規模適正化について協議。
- 2022年6月 - 本梅小、青野小、畑野小、育親中が統合し義務教育学校になる方針を発表。
- 2022年6月 - 児童や生徒、地域の方々から当校の校名を募集。
- 2022年9月 - 校名を”亀岡市立育親学園”と決定。
- 2022年10月 - 本梅小、青野小、畑野小、育親中を廃統合し2024年4月から育親学園を開校することを決定。
- 2022年10月 - 旧育親中学校の校舎の場所に育親学校の校舎の場所として利用することを決定。
- 2023年2月 - 学校コンセプト、「郷親創育」を決定。
- 2023年6月 - 学校章を決定。
- 2023年9月 - 統合に伴い、本梅小、畑野小、青野小の各校にて3校の児童で交流事業を実施。
- 2023年10月 - 校歌を決定。詳しくは"概要"を参照。
- 2024年1月 - 育親中学校にて校舎の改修工事を実施。
- 2024年1月 - 児童生徒の通学方法及び通学路を決定。
- 2024年1月19日 - 1回目の本梅小、畑野小、青野小、育親中の4校で育親中学校にて交流事業を実施。
- 2024年2月9日 - 2回目の本梅小、畑野小、青野小、育親中の4校で育親中学校にて交流事業を実施。
- 2024年4月1日 - 育親学園を開校。
- 2024年4月8日 - 育親学園にて開校式を実施。
- 2025年3月26日 - 新校舎の施工を開始。

## 学区
- 亀岡市
  - 本梅町
  - 東本梅町
  - 畑野町
  - 宮前町

出典：

## アクセス

### 公共機関
- JR千代川駅からF43系統のバス停"育親学園前（亀岡地区コミュニティバス）"から徒歩で約7分

## 周辺
- 株式会社エフピコ近畿亀岡工場
- 厚木化成株式会社
- 亀岡一本桜

## 学区が隣接している学校

### 小中一貫校
- （大阪府）能勢町立能勢ささゆり学園

### 小学校
- 亀岡市立曽我部小学校
- 亀岡市立稗田野小学校
- 亀岡市立千代川小学校
- 南丹市立八木西小学校
- 南丹市立園部小学校

### 中学校
- 亀岡市立南桑中学校
- 亀岡市立大成中学校
- 南丹市立八木中学校
- 南丹市立園部中学校

## 部活動

### 方針
・本校教育活動の一環として、育成し奨励する。

### 目的
・部活動は集団活動を通して、集中力や粘り強さを養い、個性の伸長を図り、集団の一員としての 自覚を深め、自主的・自発的な態度を養う。

### 設置部
・男女共通：陸上競技、剣道、サッカー、美術 
・女子のみ：バレーボール、ソフトテニス
出典：